# 808 State
808 State je britská hudební skupina hrající elektronickou hudbu. V roce 1987 ji v Manchesteru založili Graham Massey, Martin Price a Gerald Simpson. Název skupiny vychází z označení bicího automatu Roland TR-808.
V počátcích se skupina věnovala stylu acid house, později ve své tvorbě kombinovala různé styly a prvky, včetně v elektronické hudbě nezvyklé živé instrumentace. Často také spolupracovala s hostujícími vokalisty (mj. Björk, Bernard Sumner nebo Lou Rhodes).
K nejznámějším albům skupiny patří trojice desek, které 808 State vydali v 1. polovině 90. let 20. století - ex:el (1991), Gorgeous (1993) a Don Solaris (1996).
Skupina dvakrát koncertovala v České republice. Poprvé vystoupila v roce 1996 v pražském klubu Roxy. V roce 1998 odehrála koncert na festivalu Jelení příkop v prostorách Pražského hradu.